# Nothostele
Nothostele – rodzaj roślin z rodziny storczykowatych (Orchidaceae). Obejmuje 2 endemiczne gatunki występujące  Ameryce Południowej w dwóch regionach Brazylii - Region Południowo-Wschodni i Region Środkowozachodni.

## Systematyka
Rodzaj sklasyfikowany do podplemienia Cranichidinae w plemieniu Cranichideae, podrodzina storczykowe (Orchidoideae), rodzina storczykowate (Orchidaceae), rząd szparagowce (Asparagales) w obrębie roślin jednoliściennych.
Wykaz gatunków
- Nothostele acianthiformis (Rchb.f. & Warm.) Garay
- Nothostele brasiliaensis J.A.N.Bat., Meneguzzo & Bianch.